# Cerapoda
Cerapoda je rozsáhlý a početný klad nebo infrařád řádu Ornithischia (ptakopánvých dinosaurů). Stanovil jej v roce 1986 americký paleontolog Paul C. Sereno. Zástupci tohoto kladu byli velmi početní a diverzifikovaní především v období pozdní křídy, celkově dnes známe kolem 350 druhů těchto dinosaurů.

## Definice

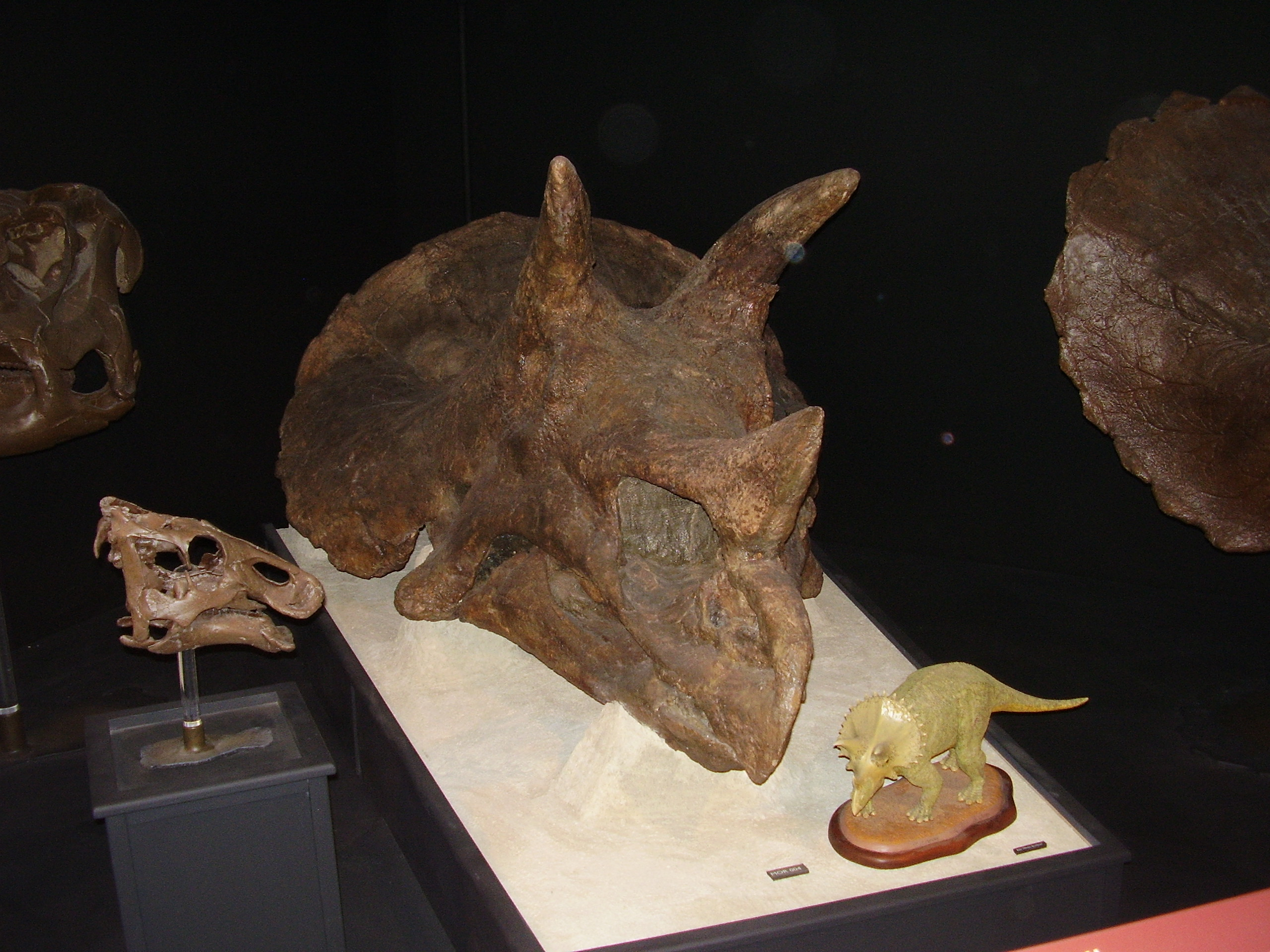
Lebka ceratopsida triceratopse v expozici Museum of the Rockies (Bozeman, Montana).

Jde o sesterskou skupinu skupiny Thyreophora v rámci kladu Genasauria a Neornithischia. Jsou rozlišovány dvě nebo tři podskupiny tohoto taxonu. Jde především o rozsáhlou skupinu Ornithopoda, dále „tlustolebých“ dinosaurů skupiny Pachycephalosauria a konečně i rohatých dinosaurů ze skupiny Ceratopsia. Poslední dvě jmenované skupiny jsou dále někdy řazeny pod skupinu Marginocephalia („lemované hlavy“). Jde vesměs o skupiny primárně býložravých ptakopánvých dinosaurů. Počátky ceratopsů sahají do období střední až svrchní jury, kdy se objevují formy jako je čínský rod Yinlong.
Zástupci cerapodů představovali velmi početné a významné herbivory, spásající především nízko rostoucí vegetaci druhohorních ekosystémů. Byli také častou potravou velkých teropodních dinosaurů a obvykle žili ve stádech. U mnoha skupin se vytvořila velká biodiverzita (druhová rozmanitost), což je nápadné jak u vývojově pokročilých hadrosauridů, tak i u ceratopsidů z období pozdní svrchní křídy.

## Taxonomie
- Infrařád Cerapoda
  - Stormbergia
  - Agilisaurus
  - Hexinlusaurus
  - Infrařád Ornithopoda
  - Infrařád Pachycephalosauria
  - Infrařád Ceratopsia – (rohatí dinosauři)

(bazální Cerapoda podle Butlera, 2005)